# FC Likhopo
Likhopo Football Club w skrócie FC Likhopo – sotyjski klub piłkarski grający w pierwszej lidze sotyjskiej, mający siedzibę w mieście Maseru.

## Sukcesy
- I liga[1]:
  - mistrzostwo (2):  2005, 2006.

- Puchar Lesotho[2]:
  - zwycięstwo (1): 2006.

## Występy w afrykańskich pucharach
| Sezon | Rozgrywki     | Runda   | Kraj              | Klub                 | Dom | Wyjazd | Dwumecz |
| ----- | ------------- | ------- | ----------------- | -------------------- | --- | ------ | ------- |
| 2006  | Liga Mistrzów | wstępna | Południowa Afryka | Mamelodi Sundowns FC | 0–1 | 0–3    | 0–4     |
| 2007  | Liga Mistrzów | wstępna | Zambia            | Zanaco FC            | 0–0 | 0–1    | 0–1     |

## Stadion
Domowe mecze klub rozgrywa na stadionie o nazwie Ratjomose Stadium w Maseru, który może pomieścić 1000 widzów.